# Кано Ясунобу
Кано Ясунобу (яп. 狩野 安信, род. 10 января 1614 г. — ум. 1 октября 1685 г.) — японский художник периода Эдо, мастер школы живописи Кано. Также он работал под псевдонимами Эйсин и Бокусинсаи Кано Ясунобу — младший брат художников школы Кано Кано Танъю и Кано Наонобу, сын Кано Таканобу и внук прославленного Кано Эйтоку. Наибольшую известность Кано Ясунобу приобрёл не благодаря живописи, а своему литературному труду Гадо Ёкэцу — обучающей книге по живописи и традициям школы Кано.

## Жизнь и творчество
Кано Ясунобу родился 10 января 1614 года в Киото. Он был третьим и самым младшим сыном мастера школы Кано Кано Таканобу. старший брат Кано Танъю стал одним из наиболее известных представителей школы после того, как в юные годы отправился в город Эдо и стал первым официальным живописцем сёгуната Токугава. Вскоре к старшему брату присоединился и средний брат Кано Наонобу, который также получил звание гоё эси (придворный живописец при сёгунате). Школу Кано в Киото возглавлял Кано Таканобу, затем после его смерти Кано Мицунобу. После смерти сына Мицунобу Кано Саданобу, тот выбрал Ясунобу в качестве своего преемника в качестве главы школы в Киото. Однако около 1640 года Ясунобу перебрался в Эдо к своим братьям, где также получил статус гоё эси, оставаясь при этом официальным главой ветви школы в Киото.
Считается, что в живописи Ясунобу был менее искусным, чем его братья, при этом он усердно исследовал наследие его предшественников и делал точные репродукции их работ, изучая технику живописи. Его цветные работы напоминали манеру Кано Танъю, а произведения в технике монохромной живописи тушью больше обладали чертами реализма. Наиболее важной его работой стали не произведения живописи, а литературно-исследовательский труд «Секретный способ живописи» (яп. 画道要訣 Гадо Ёкэцу), созданный в 1680 году. Книга представляла собой обучающее пособие для художников, историю школы и жизнеописание её мастеров. До публикации этой книги техники и приёмы живописи представителей школы Кано передавались только при личном общении мастера с учеником и непосредственном процессе обучения, таким  образом между различными ветвями школы, разделёнными географически, возникали существенные разрывы и различия в методах преподавания.

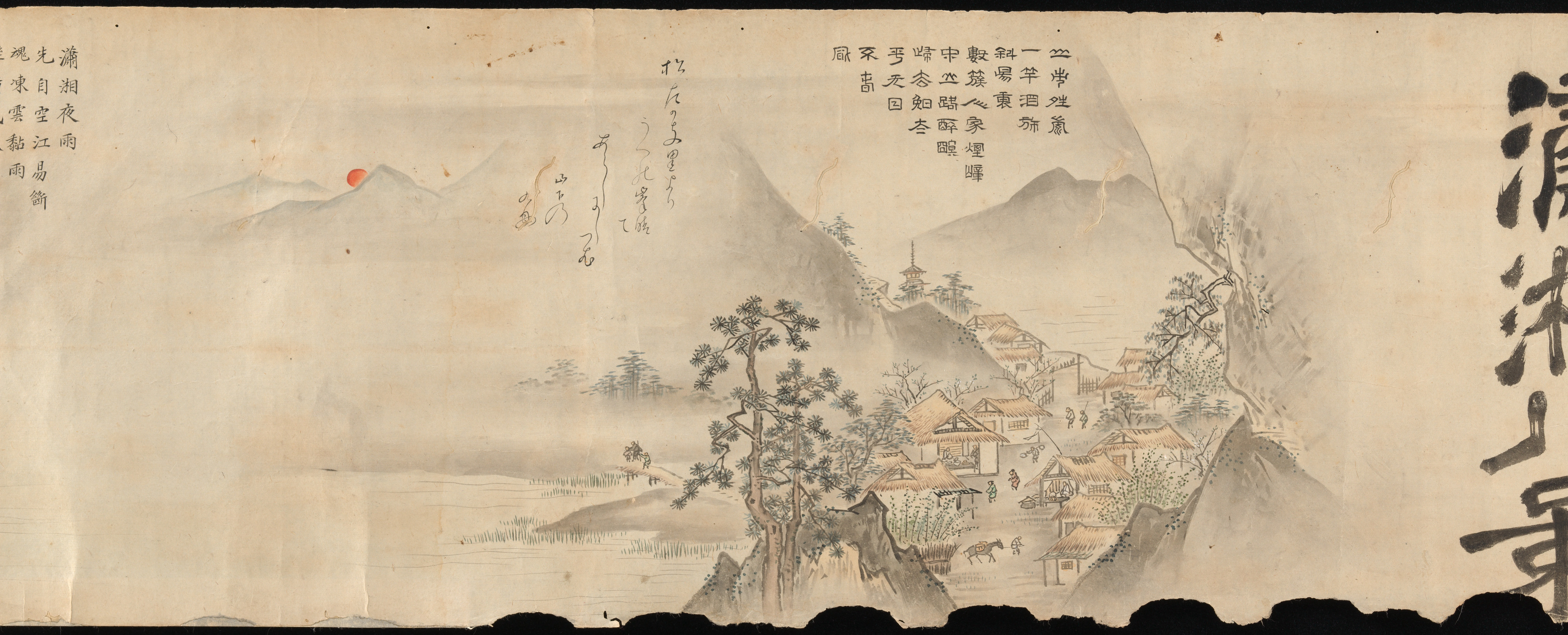
Восемь видов рек Сяо и Сян
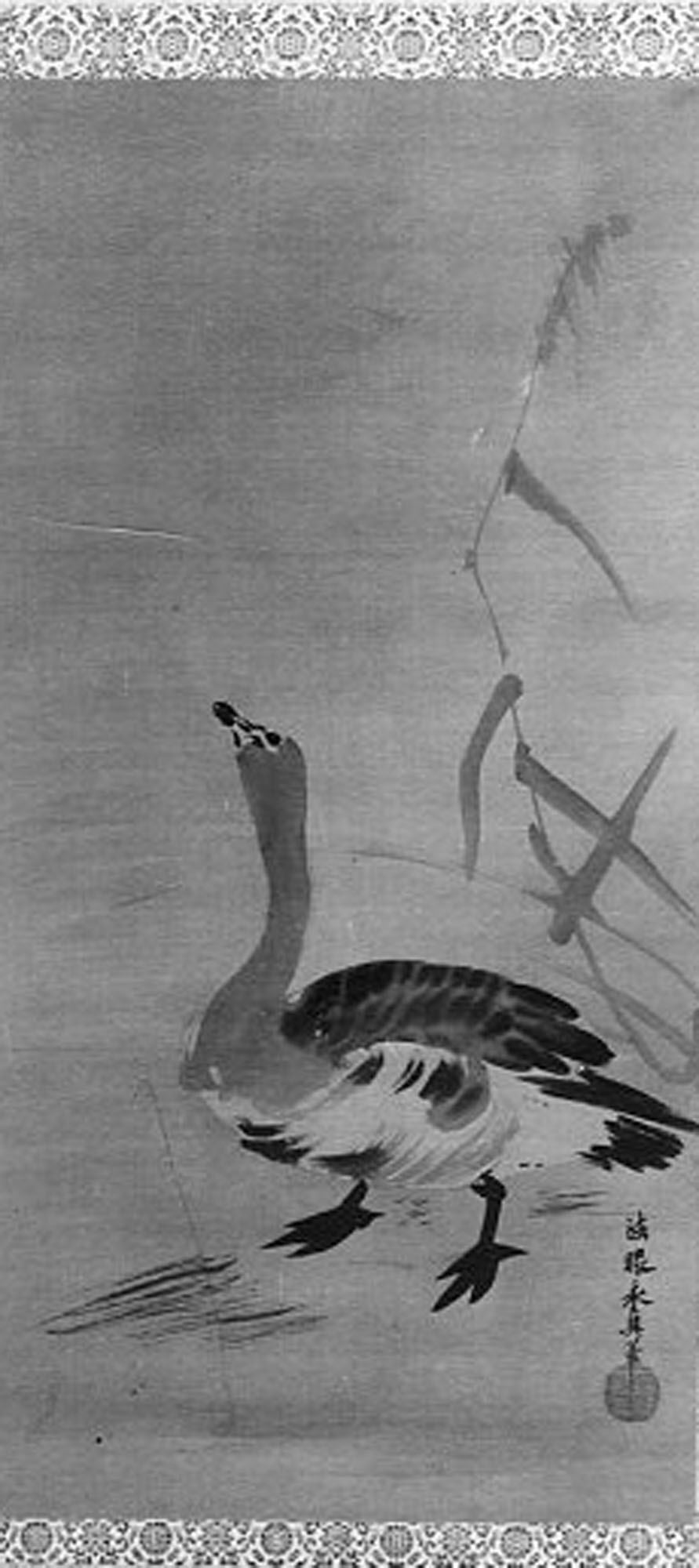
Дикий гусь и тростник
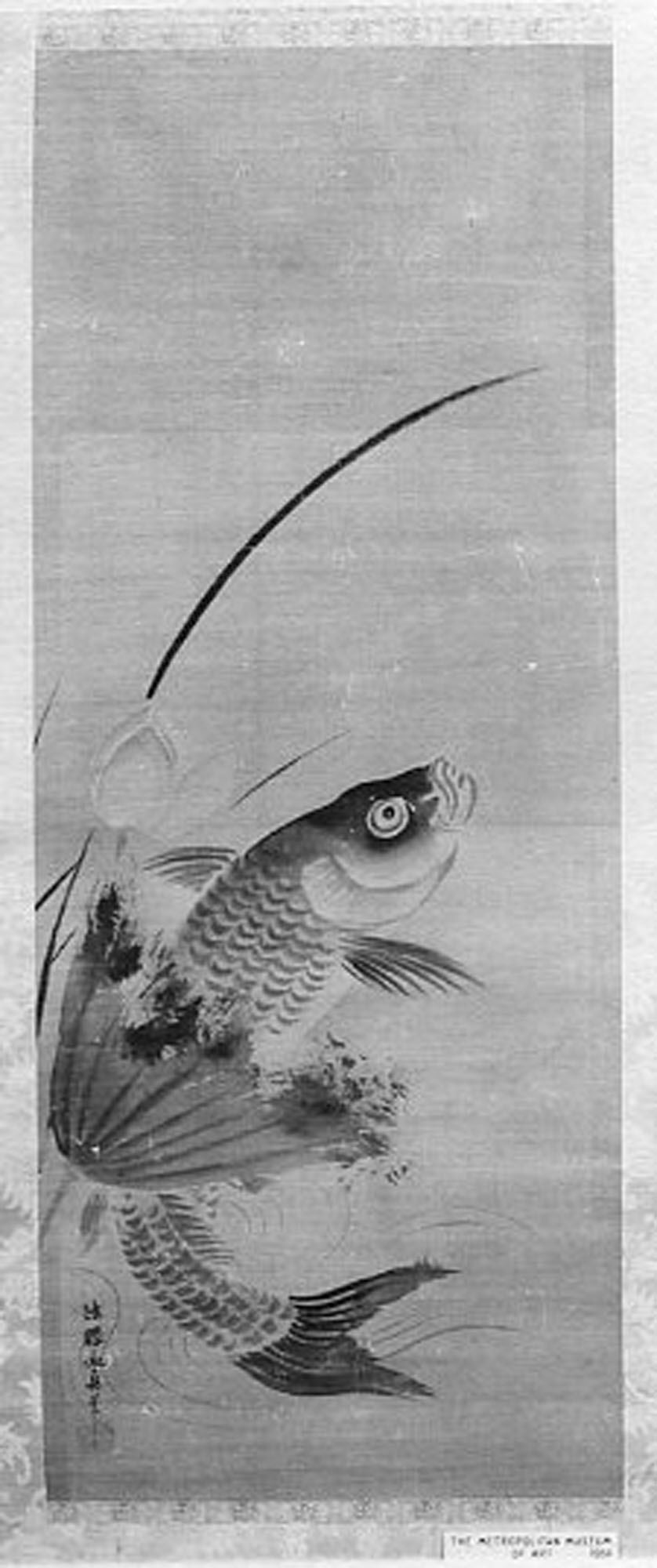
Рыба и лотос
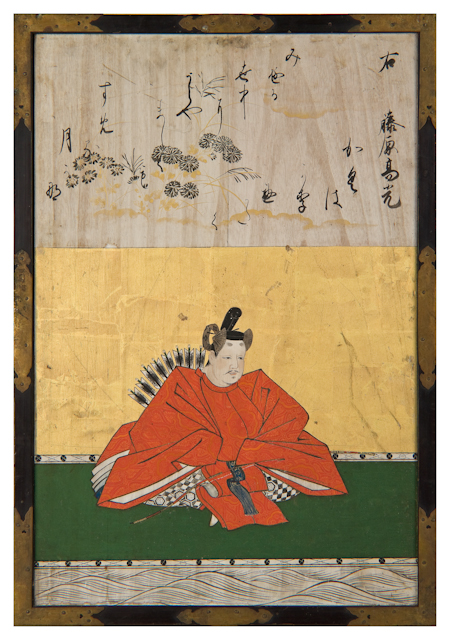
Фудзивара но Такамицу
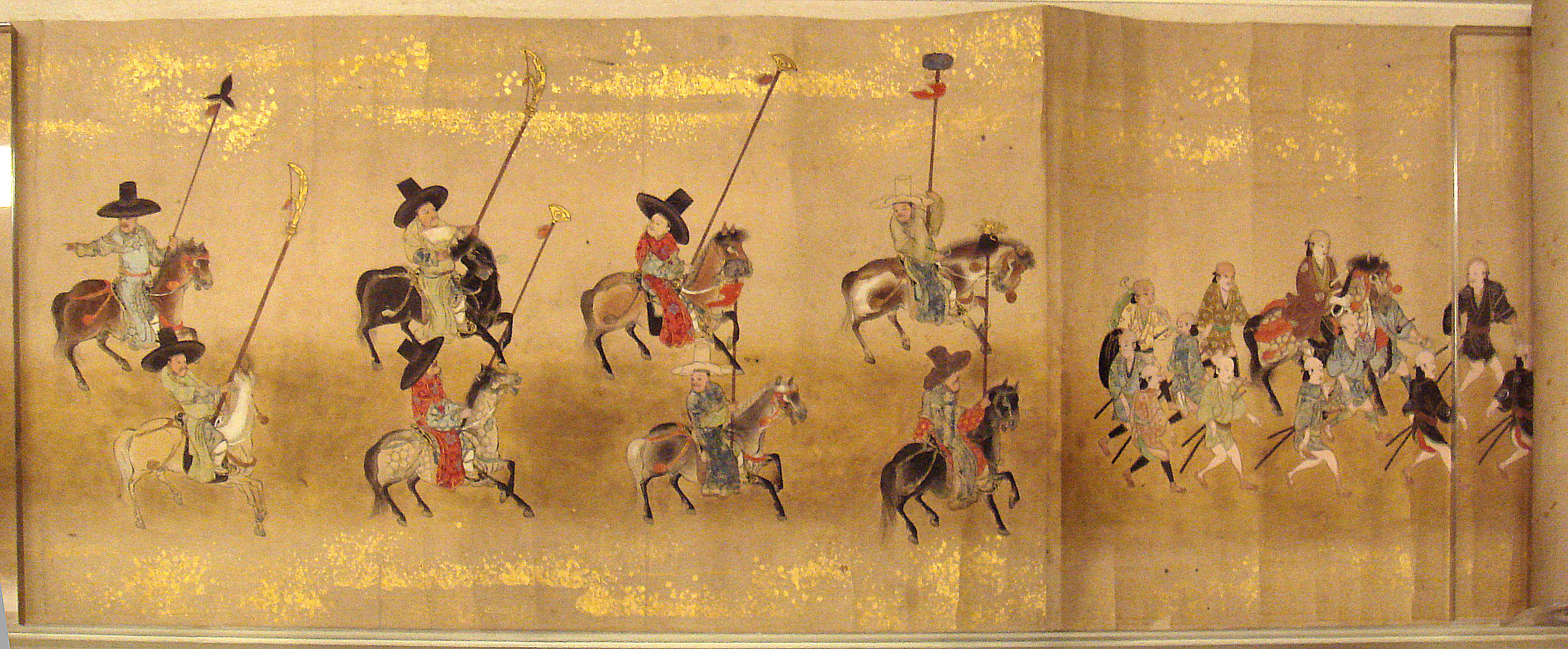
Посольство Кореи в Японию